# الكابة (ناطع)

تعديل مصدري - تعديل

الكابة هي إحدى قرى عزلة ذمسنومة بمديرية ناطع التابعة لمحافظة البيضاء، بلغ تعداد سكانها 58 نسمة حسب تعداد اليمن لعام 2004.